# Paris-Roubaix 2003
La course cycliste Paris-Roubaix 2003 s'est courue le 13 avril 2003. Elle a été remportée par le Belge Peter Van Petegem. Il réalise le prestigieux doublé Tour des Flandres - Paris-Roubaix.
La course disputée sur un parcours de 261 kilomètres est l'une des manches de la Coupe du monde de cyclisme sur route 2003.

## Présentation

### Équipes
Paris-Roubaix figure au calendrier de la Coupe du monde de cyclisme sur route 2003.
On retrouve un total de 25 équipes au départ, l'ensemble faisant partie des GSI, la première division du cyclisme mondial.
| Groupes sportifs I (25)- Quick Step-Davitamon - Telekom - Saeco - Fassa Bortolo - Fdjeux.com - Alessio - Rabobank - Vini Caldirola-Saunier Duval - Lampre - Cofidis-Le Crédit par Téléphone - Domina Vacanze-Elitron - Phonak Hearing Systems - ONCE-Eroski - AG2R Prévoyance - Brioches La Boulangère - Gerolsteiner - Crédit agricole - Lotto-Domo - CSC - US Postal Service-Berry Floor - iBanesto.com - Landbouwkrediet-Colnago - Jean Delatour - Palmans-Collstrop - Team Coast |
| |

## Classement
| \| Classement général \| Classement général \| Classement général \| Classement général \| Classement général \| \| Coureur \| Coureur \| Pays \| Équipe \| Temps \| \| ------------------ \| ------------------ \| ------------------ \| ------------------------------- \| ------------------ \| \| 1er \| Peter Van Petegem \| Belgique \| Lotto-Domo \| 6 h 11 min 35 s \| \| 2e \| Dario Pieri \| Italie \| Saeco \| + 0 s \| \| 3e \| Viatcheslav Ekimov \| Russie \| US Postal Service-Berry Floor \| + 0 s \| \| 4e \| Marc Wauters \| Belgique \| Rabobank \| + 15 s \| \| 5e \| Andrea Tafi \| Italie \| CSC \| + 36 s \| \| 6e \| Romāns Vainšteins \| Lettonie \| Vini Caldirola-Saunier Duval \| + 36 s \| \| 7e \| Servais Knaven \| Pays-Bas \| Quick Step-Davitamon \| + 36 s \| \| 8e \| Daniele Nardello \| Italie \| Telekom \| + 36 s \| \| 9e \| Rolf Aldag \| Allemagne \| Telekom \| + 36 s \| \| 10e \| Sergueï Ivanov \| Russie \| Fassa Bortolo \| + 1 min 08 s \| \| 11e \| Fabio Baldato \| Italie \| Alessio \| + 1 min 53 s \| \| 12e \| Frédéric Guesdon \| France \| Fdjeux.com \| + 1 min 56 s \| \| 13e \| Damien Nazon \| France \| Brioches La Boulangère \| + 2 min 09 s \| \| 14e \| Gianluca Bortolami \| Italie \| Vini Caldirola-Saunier Duval \| + 2 min 09 s \| \| 15e \| Erik Zabel \| Allemagne \| Telekom \| + 2 min 09 s \| \| 16e \| Nicolas Portal \| France \| AG2R Prévoyance \| + 2 min 09 s \| \| 17e \| Roger Hammond \| Royaume-Uni \| Palmans-Collstrop \| + 2 min 18 s \| \| 18e \| Stuart O'Grady \| Australie \| Crédit Agricole \| + 2 min 18 s \| \| 19e \| Nico Mattan \| Belgique \| Cofidis-Le Crédit par Téléphone \| + 2 min 18 s \| \| 20e \| Marco Serpellini \| Italie \| Lampre \| + 2 min 18 s \| |                    |             |                                 |                 |
| |                    |             |                                 |                 |
| |                    |             |                                 |                 |
| Classement général |                    |             |                                 |                 |
| Coureur | Coureur            | Pays        | Équipe                          | Temps           |
| 1er | Peter Van Petegem  | Belgique    | Lotto-Domo                      | 6 h 11 min 35 s |
| 2e | Dario Pieri        | Italie      | Saeco                           | + 0 s           |
| 3e | Viatcheslav Ekimov | Russie      | US Postal Service-Berry Floor   | + 0 s           |
| 4e | Marc Wauters       | Belgique    | Rabobank                        | + 15 s          |
| 5e | Andrea Tafi        | Italie      | CSC                             | + 36 s          |
| 6e | Romāns Vainšteins  | Lettonie    | Vini Caldirola-Saunier Duval    | + 36 s          |
| 7e | Servais Knaven     | Pays-Bas    | Quick Step-Davitamon            | + 36 s          |
| 8e | Daniele Nardello   | Italie      | Telekom                         | + 36 s          |
| 9e | Rolf Aldag         | Allemagne   | Telekom                         | + 36 s          |
| 10e | Sergueï Ivanov     | Russie      | Fassa Bortolo                   | + 1 min 08 s    |
| 11e | Fabio Baldato      | Italie      | Alessio                         | + 1 min 53 s    |
| 12e | Frédéric Guesdon   | France      | Fdjeux.com                      | + 1 min 56 s    |
| 13e | Damien Nazon       | France      | Brioches La Boulangère          | + 2 min 09 s    |
| 14e | Gianluca Bortolami | Italie      | Vini Caldirola-Saunier Duval    | + 2 min 09 s    |
| 15e | Erik Zabel         | Allemagne   | Telekom                         | + 2 min 09 s    |
| 16e | Nicolas Portal     | France      | AG2R Prévoyance                 | + 2 min 09 s    |
| 17e | Roger Hammond      | Royaume-Uni | Palmans-Collstrop               | + 2 min 18 s    |
| 18e | Stuart O'Grady     | Australie   | Crédit Agricole                 | + 2 min 18 s    |
| 19e | Nico Mattan        | Belgique    | Cofidis-Le Crédit par Téléphone | + 2 min 18 s    |
| 20e | Marco Serpellini   | Italie      | Lampre                          | + 2 min 18 s    |

### Classement UCI
La course attribue des points à la Coupe du monde de cyclisme sur route 2003 selon le barème suivant :
| Position           | 1er | 2e | 3e | 4e | 5e | 6e | 7e | 8e | 9e | 10e | 11e | 12e | 13e | 14e | 15e | 16e | 17e | 18e | 19e | 20e | 21e | 22e | 23e | 24e | 25e |
| Classement général | 100 | 70 | 50 | 40 | 36 | 32 | 28 | 24 | 20 | 16  | 15  | 14  | 13  | 12  | 11  | 10  | 9   | 8   | 7   | 6   | 5   | 4   | 3   | 2   | 1   |